# フィーバービーチ
CRフィーバービーチは、1995年2月にSANKYOが開発、発売した水着の女の子達を主人公としたCR機または現金機デジパチ、またはその後継シリーズ『CRフィーバービーチクラブ』。

## 特徴
- セクシーさが売りとなっており、至る場面で女の子がセミヌードを披露する。
- 大当たり中はヌードからだんだん服を着ていくという演出になっている。
- ホールでは大当たり中、男性は画面を食い入るように見つめ、若い女性は目をそらしていた風景がしばしば見られた。
- 連続回転時は出目にある程度法則性があり、状況によってリーチの期待度が変化する。
- CR機版は大当たり確率の設定がある。

## 演出
- 「ロングリーチ」 - 女の子の水着が脱げるとチャンス。

## 関連商品
- 『SANKYO　FEVER 実機シミュレーションS』（1997年4月、ティー・イー・エヌ研究所、セガサターン用ゲームソフト）
  - 大当たり画面が大幅に差し替えられており、リーチ中の水着が脱げる演出も効果音のみとなっている。